# Zdzisław Kembłowski
Zdzisław Kembłowski (ur. 10 stycznia 1932 w Wieluniu, zm. 13 lutego 2003) – polski specjalista w dziedzinie inżynierii procesowej oraz reologii technicznej płynów, profesor Politechniki Łódzkiej.
W 1954 roku uzyskał dyplom ukończenia studiów inżynierskich na Wydziale Chemicznym Politechniki Łódzkiej. W latach 1954–1957 pracował w Biurze Projektów Przemysłu Syntezy Chemicznej „Prosynchem” w Gliwicach. Równolegle studiował na Wydziale Chemicznym Politechniki Śląskiej, gdzie w 1956 roku uzyskał tytuł magistra inżyniera. W Politechnice Łódzkiej zaczął pracować w 1957 roku w ówczesnej Katedrze Inżynierii i Aparatury Chemicznej. W 1963 uzyskał stopień naukowy doktora, w 1969 stopień doktora habilitowanego, tytuł profesora nadzwyczajnego w roku 1975, a profesora zwyczajnego w 1986 roku.
Jego specjalnością naukową była inżynieria procesowa oraz reologia techniczna płynów. Autor 83 artykułów naukowych, pięciu autorem monografii i współautor podręcznika akademickiego. Wypromował 13 doktorów.
W latach 1970–1978 był zastępcą dyrektora Instytutu Inżynierii Chemicznej i pełnił obowiązki prodziekana ds. studenckich. W latach 1978–1984 był prorektorem Politechniki Łódzkiej ds. rozwoju uczelni, zaś w latach 1987–1993 dyrektorem Instytutu, a następnie dziekanem utworzonego w 1992 roku Wydziału Inżynierii Procesowej i Ochrony Środowiska. Od 1992 roku był kierownikiem Katedry Inżynierii Chemicznej. W roku akademickim 1964/65 pracował w Uniwersytecie Walijskim w Swansea, zaś w roku akademickim 1984/85 w Uniwersytecie Strathclyde w Glasgow, gdzie w latach 1986–1991 przebywał jako visiting professor. Odznaczony m.in. Krzyżem Komandorskim i Oficerskim Orderu Odrodzenia Polski.
Był członkiem Komitetu Inżynierii Chemicznej PAN oraz przewodniczącym Sekcji Reologii Technicznej tego Komitetu. Przewodniczący Wydziału Nauk Technicznych Łódzkiego Towarzystwa Naukowego oraz członek Komisji Ekspertów Ministra Edukacji Narodowej i Sportu. Współorganizator i wieloletni przewodniczący Towarzystwa Polsko–Szkockiego oraz członek honorowy Brytyjskiego Towarzystwa Reologicznego. Był inicjatorem utworzenia Polskiego Towarzystwa Reologii Technicznej i jego wieloletnim prezesem.